# Rostocker Wappen

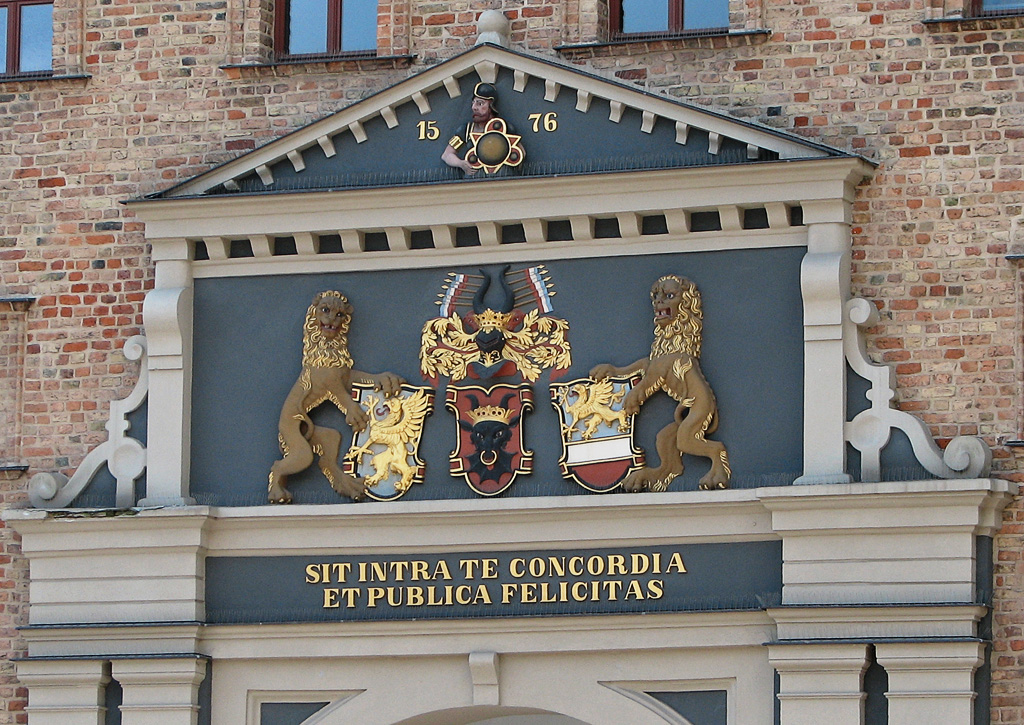
Secretum (l.), Sigillum (m.) und Signum (r.) an der Stadtseite des Rostocker Steintors (1576); auf der Abbildung Vicke Schorlers ist die Anordnung noch eine andere: sigillum, signum, secretum

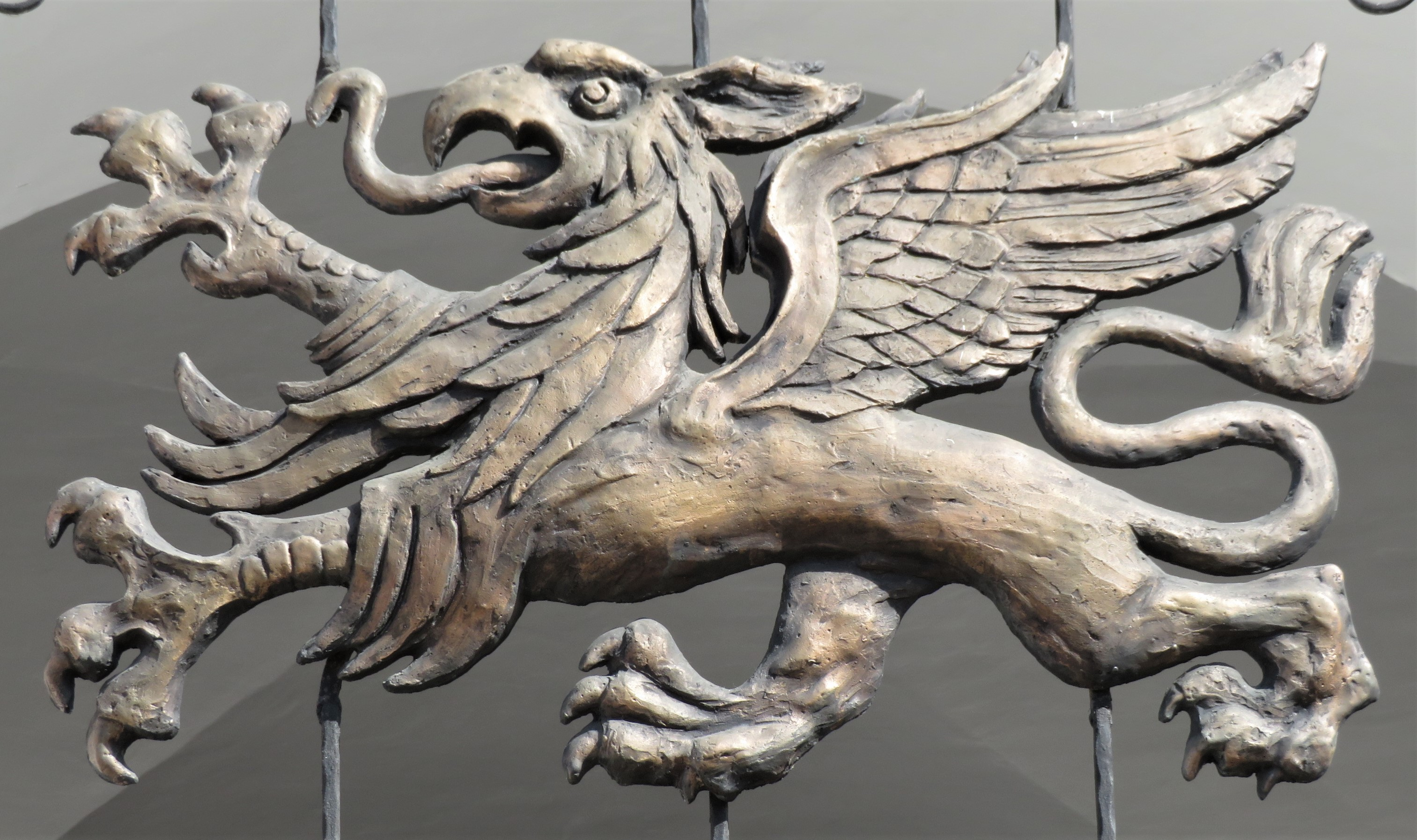
Der Greif als Wappentier der Stadt am Eingang des Rathauses

Beim Rostocker Wappen, dem Stadtwappen von Hanse- und Universitätsstadt Rostock, handelt es sich um eine Zusammenführung zweier ehemals heraldisch selbständiger Symbole. Der goldene Greif auf blauem Grund diente den Fürsten von Rostock als herrschaftliches Zeichen. Silber über Rot sind die Farben der Hanse, die heute noch die Flaggen und Wappen deutscher Hansestädte kennzeichnen. Beim Druck werden Gold als Gelb und Silber als Weiß wiedergegeben. Die Dreiteilung erscheint bereits auf dem 1367 entworfenen Siegel, mit dem die Hafenabgabe zur Finanzierung des Krieges gegen den dänischen König quittiert wurde. Dieses Signum gilt als Ursprung des Rostocker Wappens in seiner heutigen Form.

## Sigillum, Secretum, Signum
Das älteste überlieferte Siegel zeigt als Siegelbild den gekrönten Stierkopf der Herren von Werle, später des Herzogtums Mecklenburg, und die Umschrift SIGILLVM BVRGENSIVM DE ROZSTOK. Es verweist auf die noch stark ausgeprägte Abhängigkeit der Stadt von den Landesherren. Der älteste erhaltene Abdruck stammt aus dem Jahr 1257. Vermutlich entstand das Sigillum jedoch deutlich früher, und zwar zwischen 1227 und 1234, als der neue Stadtherr Heinrich Borwin III. noch unter Vormundschaft seines Bruders Nikolaus I. von Werle gestanden hatte. Dass es auch 1257 noch verwendet wurde, weist möglicherweise auf ein Aufbegehren der Bürgerschaft gegen den Fürsten hin.
Der Greif als Siegelbild ist erstmals an einer Urkunde aus dem Jahr 1307 belegt. Das Kontrasiegel zum Sigillum mit der Umschrift SECRETVM BVRGENSIVM DE ROSTOC zeigt das goldene Fabelwesen, das die fürstlichen Herren von Rostock im blauen Feld als Wappen führten. Mit dem Kontrasiegel beglaubigten Bürgermeister und Ratsherren die Ausfertigung und volle Gültigkeit einer Urkunde. Noch in der zweiten Hälfte des 14. Jahrhunderts erhielt das Greifensiegel die Funktion eines selbständigen Ratssiegels und blieb fortan in Gebrauch. Die Bezeichnung Secretum verweist auf seine sichere Aufbewahrung.
Das SIGNVM DE ROZTOK von 1367 weist mittig das Ratswappen auf, ein dreigeteilter Schild mit dem aufrecht stehenden Greifen im oberen Feld. Anlass für die Anfertigung war die Finanzierung des Krieges gegen den dänischen König Waldemar IV. Atterdag. Seine gewalttätigen Übergriffe gegen die Hansestädte, die der Kölner Konföderation angehörten, erforderte in Rostock eine Hafenabgabe, die mit dem Siegelstempel quittiert wurde. Um 1700 wurde das auch als Hansisches Signet bezeichnete Signum zur Grundlage des Rostocker Wappens.
Das heute von der Stadtverwaltung verwendete Dienstsiegel zeigt das Stadtwappen und die Umschrift HANSE- UND UNIVERSITÄTSSTADT ROSTOCK.

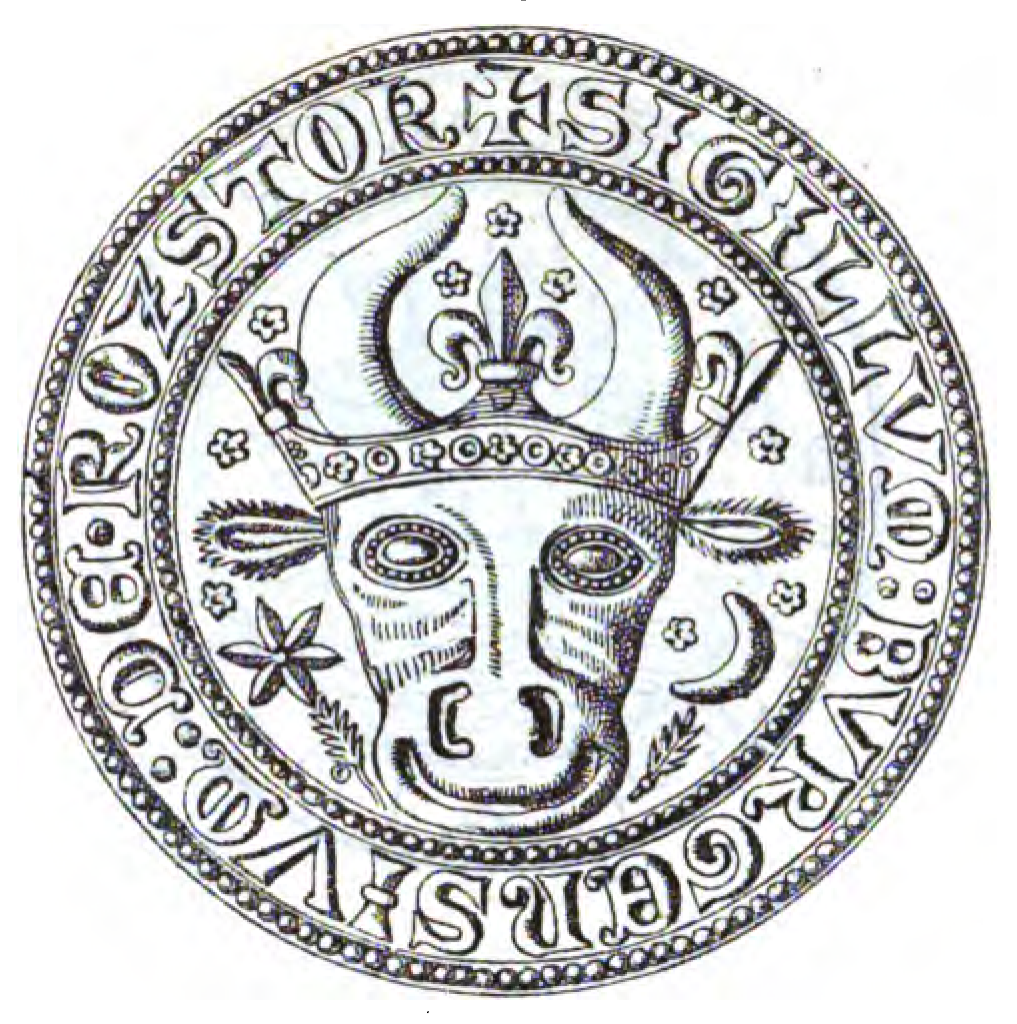
Sigillum 1257
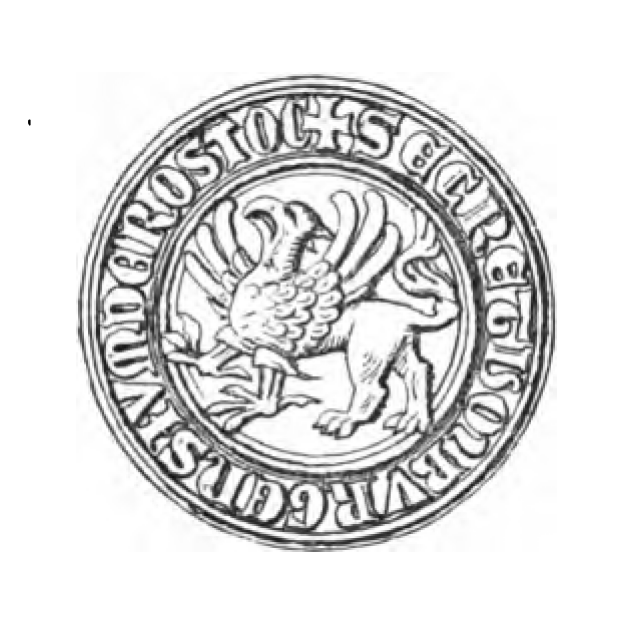
Secretum  1307
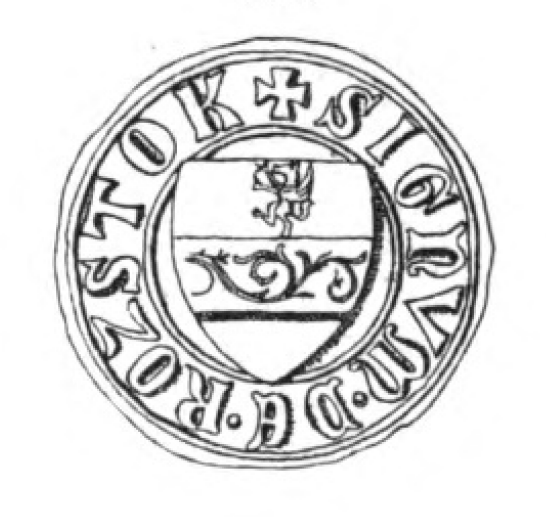
Signum 1367

## Rostocker Wappen
Sigillum, Secretum und Signum waren lange Zeit als gleichwertige Signets anerkannt. Das heutige Wappen ist in Anlehnung an das SIGNVM DE ROZSTOK – als Abdruck aus der zweiten Hälfte des 14. Jahrhunderts überliefert – gestaltet worden, es ist das erste Siegel, das einen wappenähnlichen Schild darstellt. Bei den Darstellungen der Vorgängersiegel handelt es sich lediglich um Siegelbilder. In dem neu gezeichneten Wappen soll der schreitende Greif die Herren zu Rostock als Stadtherren symbolisieren und die Farben Silber über Rot Rostock als eine im engen Bündnis mit dem hansischen Vorort Lübeck stehende Seestadt kennzeichnen.
Am Zweitbau des Steintors, dem einstigen Haupttor der Rostocker Stadtbefestigung ist auf der Stadtseite ein im Stil der Niederländischen Renaissance Ädikula-Relief aus dem Jahre 1576 angebracht, in dem zwei Löwen drei Wappen flankieren: in der Mitte (Platz 1) ist das Wappen des Landesherren – das mecklenburgische Stierkopfwappen – zu sehen, zu seiner Rechten (vom Betrachter aus links auf Platz 2) ist das Wappen der Herrschaft Rostock zu erkennen, die vormals die Herren der Stadt waren und zu der Linken (vom Betrachter aus rechts auf Platz 3) ist das Wappen der Hansestadt Rostock zu bewundern, so wie es auch heute noch in Gebrauch ist. Diese Stuckfassade aus dem Jahre 1576 muss im Kontext mit der Verweigerung des Huldigungseides 1565 gesehen werden, der dazu führte, dass der Landesfürst Teile der Stadtmauer und das Steintor schleifen ließ. Mit der geschilderten Rangfolge der Wappen sollte den Bürgern der Stadt täglich vor Augen geführt werden, wer hoheitlich das Sagen hatte und Rostock sich dem Landesfürsten zu unterwerfen hatte (Siehe Rostocker Erbverträge). Die Feldseite ist hingegen schlicht gestaltet. Stadt- und Landeswappen sind in einem unscheinbaren Rechteck eingelassen.
Der Großherzog Friedrich Franz II. legte am 10. April 1858 das Wappen fest, weil sämtliche Städte des Fürstentums mit ihren Wappen im neuen Thronsaal des Schweriner Schlosses repräsentiert werden sollten. Die Rostocker Stadtväter sahen keinen Handlungsbedarf, da es schon über Jahrhunderte so in Gebrauch war. Wie das Wappen des städtischen Vogtes an der Warnemünder Vogtei zeigt, hatte sich die Blasonierung bereits Jahrhunderte zuvor etabliert.
Das offizielle Wappen der Hanse- und Universitätsstadt Rostock geht auf einen Entwurf des deutschen Malers und Gebrauchsgrafikers Alfred Mahlau von 1936 zurück. Es zeigt von unten nach oben die Farben der Deutschen Hanse, Silber (Weiß) und Rot, darüber ein größeres blaues Feld mit dem goldenen Greifen der Fürsten von Rostock. Dass der Greif auch Bestandteil der Wappen der heutigen Landkreise Bad Doberan und Vorpommern-Rügen sowie einiger Städte der Region ist, erklärt sich aus der historischen Zugehörigkeit der Gebiete Kessin, Kröpelin, Doberan, Ribnitz, Marlow, Sülze, Tessin, Gnoien und Kalen zur Herrschaft Rostock.
Das bereits im Altertum bekannte, Löwe und Adler in sich vereinigende Fabeltier wurde wahrscheinlich durch phönizische Händler bis an die Ostsee verbreitet. So unterschiedlich die Darstellungen des mythischen Mischwesens in den Kulturen sein mögen: Seit jeher verkörpert der Greif die beiden Eigenschaften Stärke und Wachsamkeit. Beim Rostocker Wappen wendet er sich nach rechts (aus der Sicht des Schildträgers), auf beiden Hinterbeinen stehend. Die ausgestreckten Krallen sind symbolisch zu deuten als Drohgeste oder Wehrhaftigkeit. Ein interessantes Detail ist die ausgeschlagene Zunge. Ihre Herkunft ist weder auf den Siegeln Heinrich Borwins I., II. und III. noch beim Rostocker Secretum zu suchen. Spätestens seit dem Steintor-Relief ragt sie jedoch bei allen Darstellungen aus dem Schnabel hervor. An die Hanseflagge der Rostocker Handelsschiffe erinnert die horizontale Dreiteilung – wenngleich sie dort nicht ihren Ursprung hat.
Interpretationen der Blasonierung

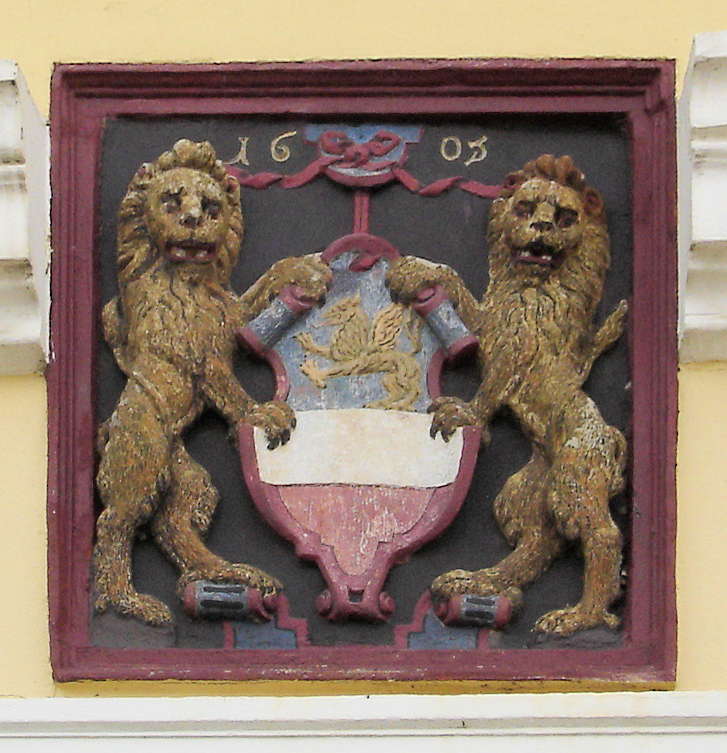
Wappen an der Warnemünder Vogtei (1605)
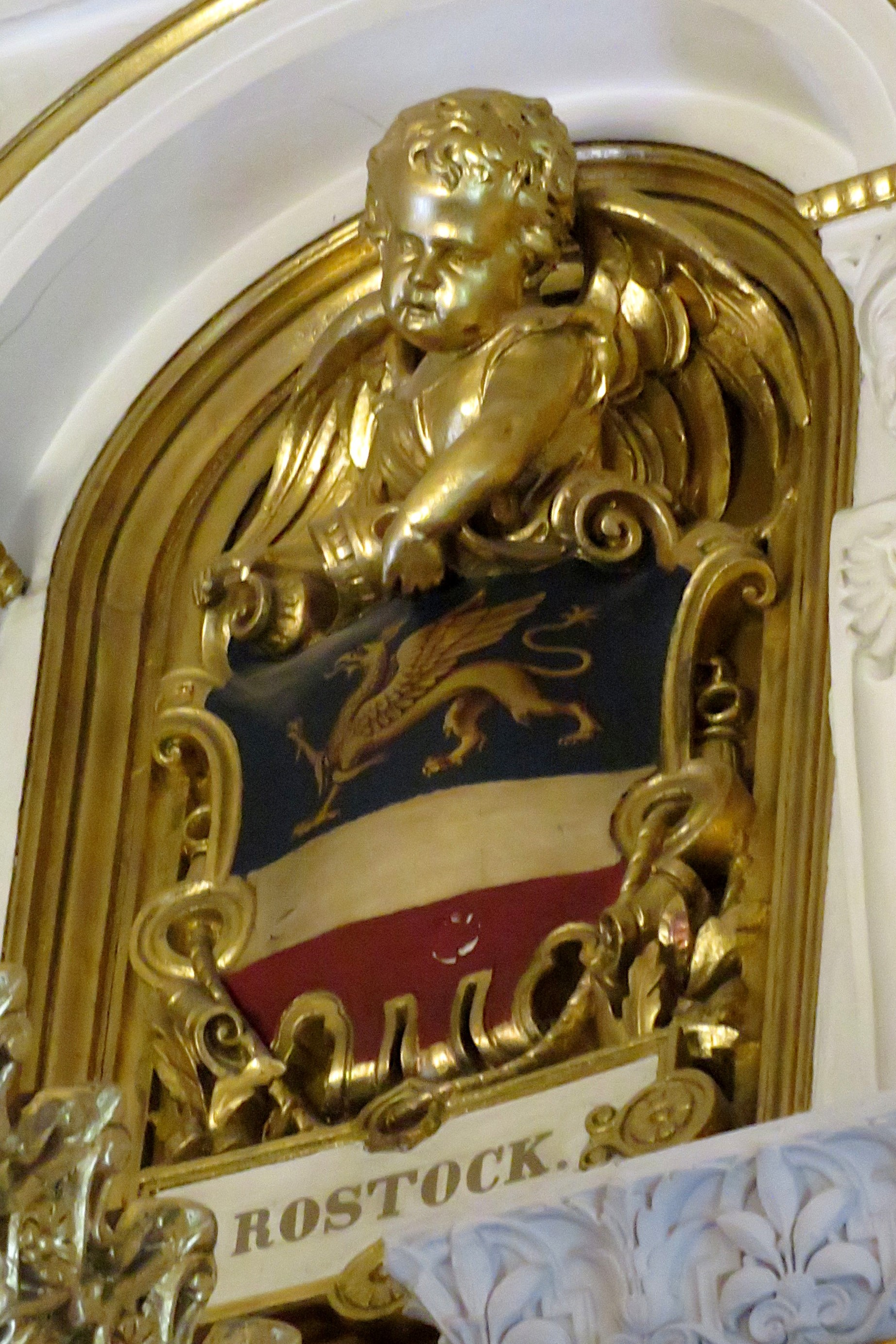
Wappen im Thronsaal, Schweriner Schloss 1857
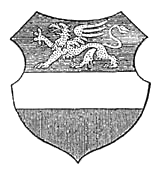
Meyers Konversations-Lexikon, 4. Aufl. 1885, auch 6. Aufl. 1909
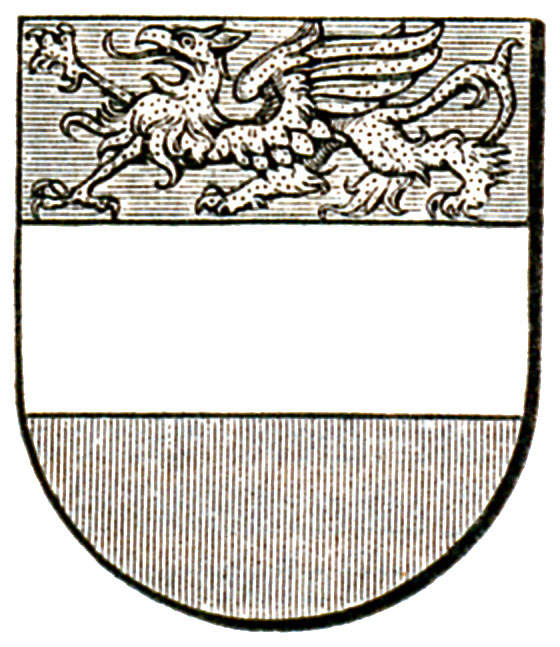
Brockhaus' Conversations-Lexikon, 13. Auf. 1898
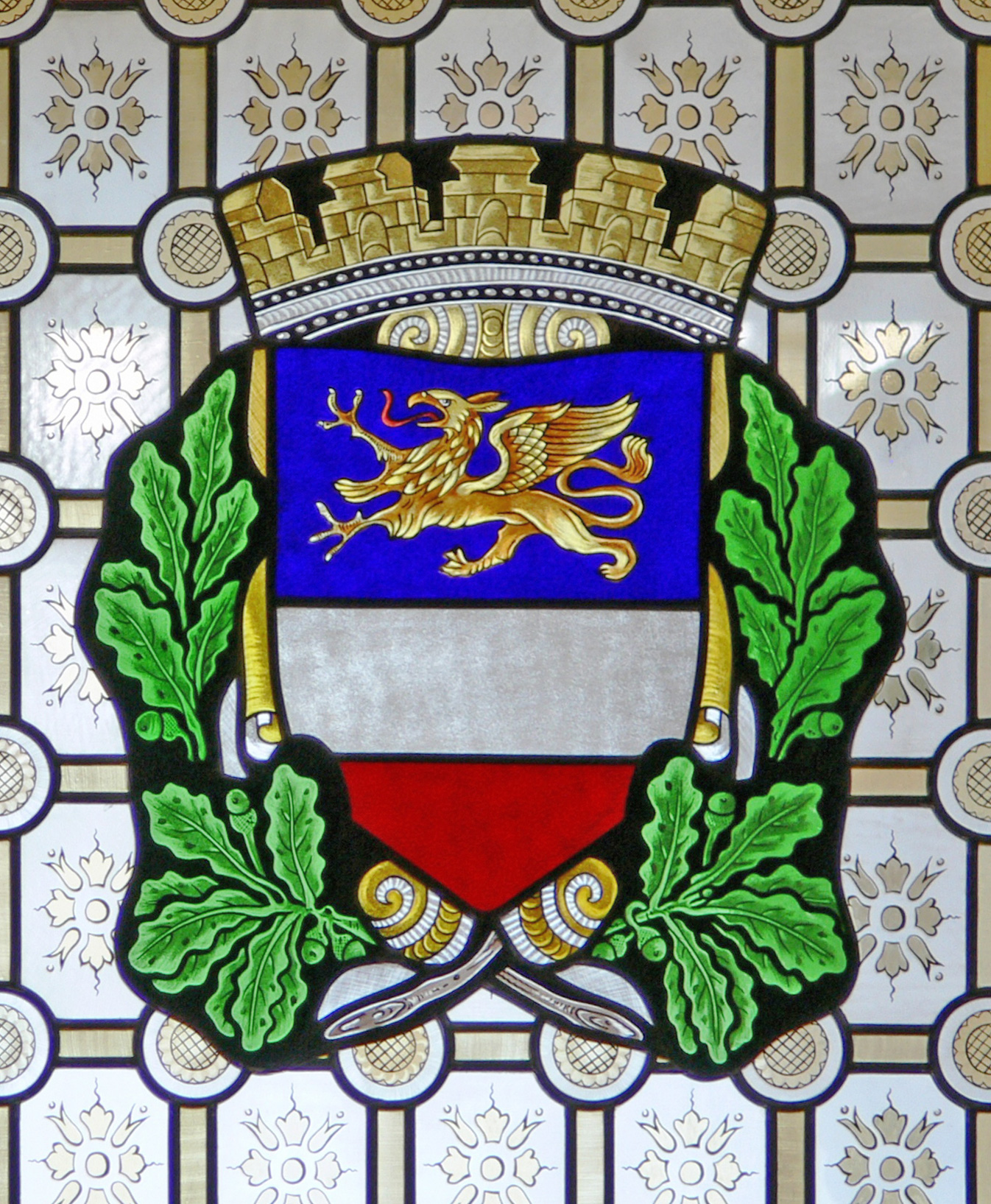
Bleiglasfenster im Reichsgericht, Leipzig, 1895
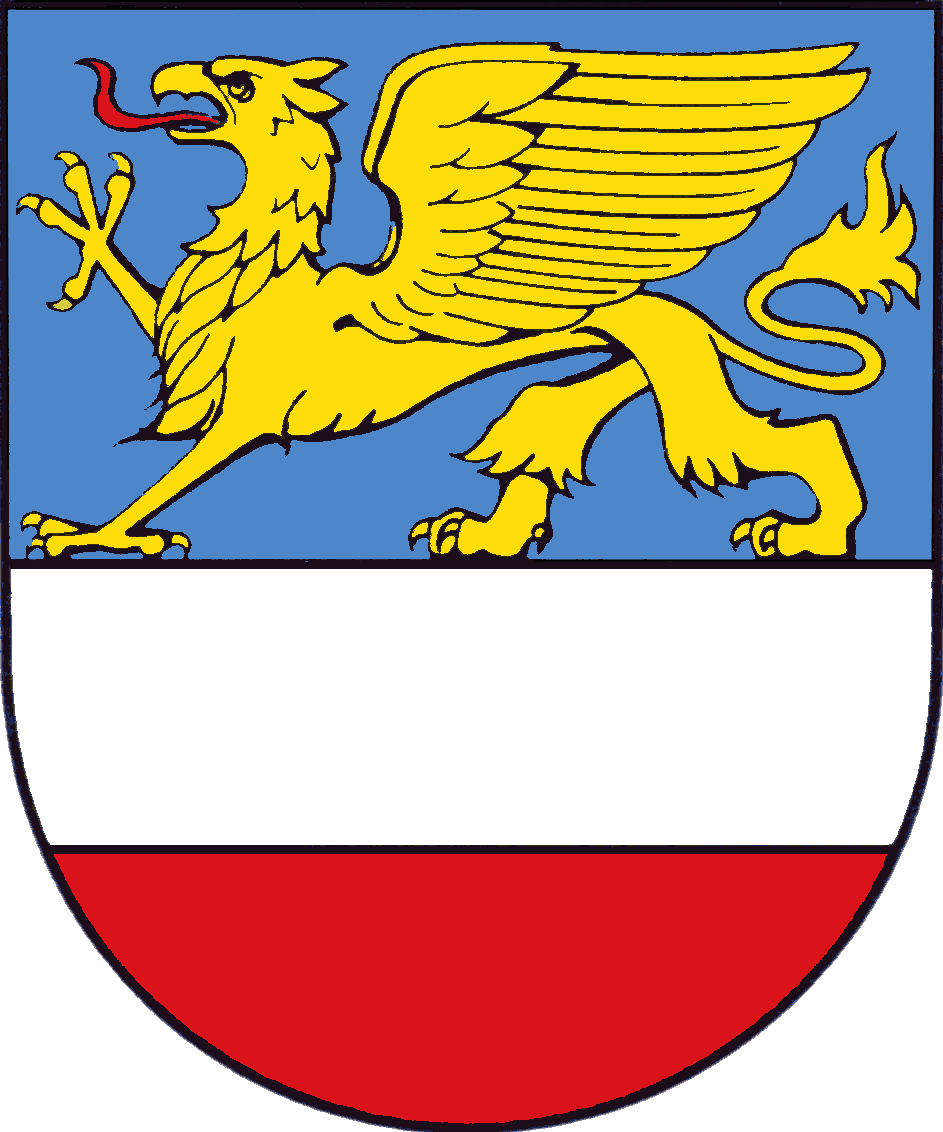
Lexikon Städte und Wappen der DDR, Leipzig 1979